# Àlvar Calvet Castells
Àlvar Calvet Castells (Tremp, 1965) És un artista contemporani català que treballa en l'àmbit de l'abstracció geomètrica, les accions interactives i l'art de contingut social. Professor de pintura i gravat i comissari d'exposicions.

## Biografia
Viu a Tarragona des de l'any 1979 (havia viscut durant uns anys a Sarral i posteriorment a Barcelona). El 1989 es va llicenciar en Belles Arts a la Universitat de Barcelona. El 2002 va obtenir el Graduat de Disseny Gràfic a l'Escola d'Art i Disseny de Vilanova i la Geltrú. És professor titular a l'Escola d'Art i Disseny de Tarragona. Fa tasques de gestió cultural: El curs 1997/98 va ser director d'exposicions de la Sala Fortuny del Centre de Lectura de Reus. Des de 2016 col·labora a la programació de La Trastera, Centre d'Art Contemporani de Calafell.

## Trajectòria
Durant els anys noranta va crear pintures abstractes i geomètriques en algunes de les quals el públic podia intervenir i canviar-ne la composició. Treballa sovint en col·laboració i integra col·lectius en conflicte (emigrants, presos, invidents) els quals fa participar de processos creatius; experimenta més enllà de la tècnica pictòrica, amb gravats, fotografies, accions i altres pràctiques conceptuals. Els registres genèrics de la seva obra es relacionen amb experiències de tancament i de pérdua com: foscor, aïllament, marginació, presó o frontera, sempre assumint el conflicte entre l'individu i la societat. Comparteix la creació amb l'espectador i es converteix en un mitjancer de veus anònimes. A partir de 2015 pren més importància en la seva obra la temàtica social i política i realitza treballs o performances entorn la reivindicació dels drets humans i les llibertats democràtiques.
Ha realitzat nombroses exposicions individuals en les quals presenta cicles temàtics o processos de treball. Algunes de les més importants: «Red, red, ret», 2003, Antic Ajuntament de Tarragona. Treball col·laboratiu amb un grup de professionals del sexe. «Heaven», 2004, al Centro Cultural Los Palacios y Villafranca, Sevilla. El cel entès com a paradís en un projecte amb un col·lectiu de toxicòmans. «Aquí i allí. Entre el blanc i el negre», 2008, Sala Àgora, Cambrils. Mostra final d'un treball pedagògic amb immigrants magrebís, presentat també a Jerez de la Frontera i Cadis. «Lux & Los», 2011, Galeria Antoni Pinyol, Reus. Dins una sèrie d'exposicions, tallers i publicacions sobre la llum, la foscor i la ceguesa. «Noche», 2012, Material Galeria, Madrid. «Nix, d'artistes com a cecs, de cecs com a artistes», Museu Art Modern Tarragona, 2014 i Museu de l'art de la Pell de Vic, 2017. Una experiència amb dibuixos de persones cegues, de l'autor i d'altres artistes que dibuixen amb els ulls tapats. «Banderes al Vent», 2016, Tinglado 2. Port de Tarragona. Amb pintures, obra gràfica, instal·lacions i videos d'accions públiques sobre la bandera com a signe visual i entorn la seva simbologia i funcionalitat.
El llibre Línies Creuades, recull gran part de la seva trajectòria des de 1992 fins a 2010; en ell es presenten les bases teòriques, els processos de treball, reportatges fotogràfics de les obres i col·laboracions de crítics i teòrics com ara: Pilar Bonet, Glòria Bosch, Luís Francisco Pérez, Pilar Parcerisas, José Carlos Suárez i d'altres.
El 5 de març de l'any 2020, inaugurava al Museu de Reus la mostra "Amb els ulls tancats". Al Museu de Reus, Calvet apropa uns quants dels seus treballs videogràfics (tant de tipus documental com testimonial) més representatius del seu acostament al món de la ceguera, un projecte que inicià l'any 2012 a partir de l'encàrrec d'una galeria de Madrid. També s'exposa el resultat plàstic dels 60 retrats d'artistes com a cecs, que serà exposat també al costat de la seva versió tàctil per a persones invidents, ja que Calvet les ha passat a relleu per mitjà d'un material especial per a persones cegues, amb l'ajut d'un forn fuser (un forn especial per a poder donar relleu a treballs de línia, amb l'ajut d'un paper químic al qual s'aporta calor).
El 2024 obté una beca per a una residència artística a Itàlia on treballarà entorn al Riu Aniene i lllurs problemàtiques vinculades.

## Premis
Ha obtingut, entre d'altres: Premi Adquisició Ciutat de Reus, 2002, Museu de Reus. Premi Beca Carles Mani, 2008, Ajuntament de Tarragona. Premi Contratalla, Especial de gravat de l'Ajuntament de Vila-seca, 2006. 1r Premi Biennal d'Art, Premi Tapiró de Pintura, Diputació de Tarragona, 2012. Segon Premi Biennal d'Art Contemporani Exportart-Importart, del Port de Tarragona, 2013. Premi de Creació “Lucius Anneus Florus”, 2013, a la carrera artística i pedagògica, Consell Comarcal del Tarragonès. Premi a la millor iniciativa turística del 2014 a Badalona per Monkeys in love, Fòrum de Turisme de Badalona. Primer Premi a la IV Biennal d'art Contemporani gastronómic de Cambrils, 2020.Primer premi a la cinquena convocatòria del certamen d'art efímer XYZ organitzada per Lo Pati.